# Chile durante la Segunda Guerra Mundial
La participación de Chile en la Segunda Guerra Mundial —al igual que en la Primera—, fue un hecho absolutamente diplomático, sin la existencia de acciones bélicas oficiales, esto excluyendo la participación de ciudadanos chilenos que a título individual combatieron en las fuerzas armadas de los bandos en conflicto. En abril de 1945, el Congreso Nacional autorizó al presidente Juan Antonio Ríos a declarar la guerra al Eje, la cual se oficializó el 13 de abril, específicamente en contra de Japón. Sin embargo, dada la inminente derrota del país nipón, no se tomaron medidas de carácter militar para participar en la guerra. Con esto, Chile fue el último país en el mundo en unirse al bando de los Aliados.

## Neutralidad de Chile (1939-1943)

### Decisión en el gobierno de Pedro Aguirre Cerda

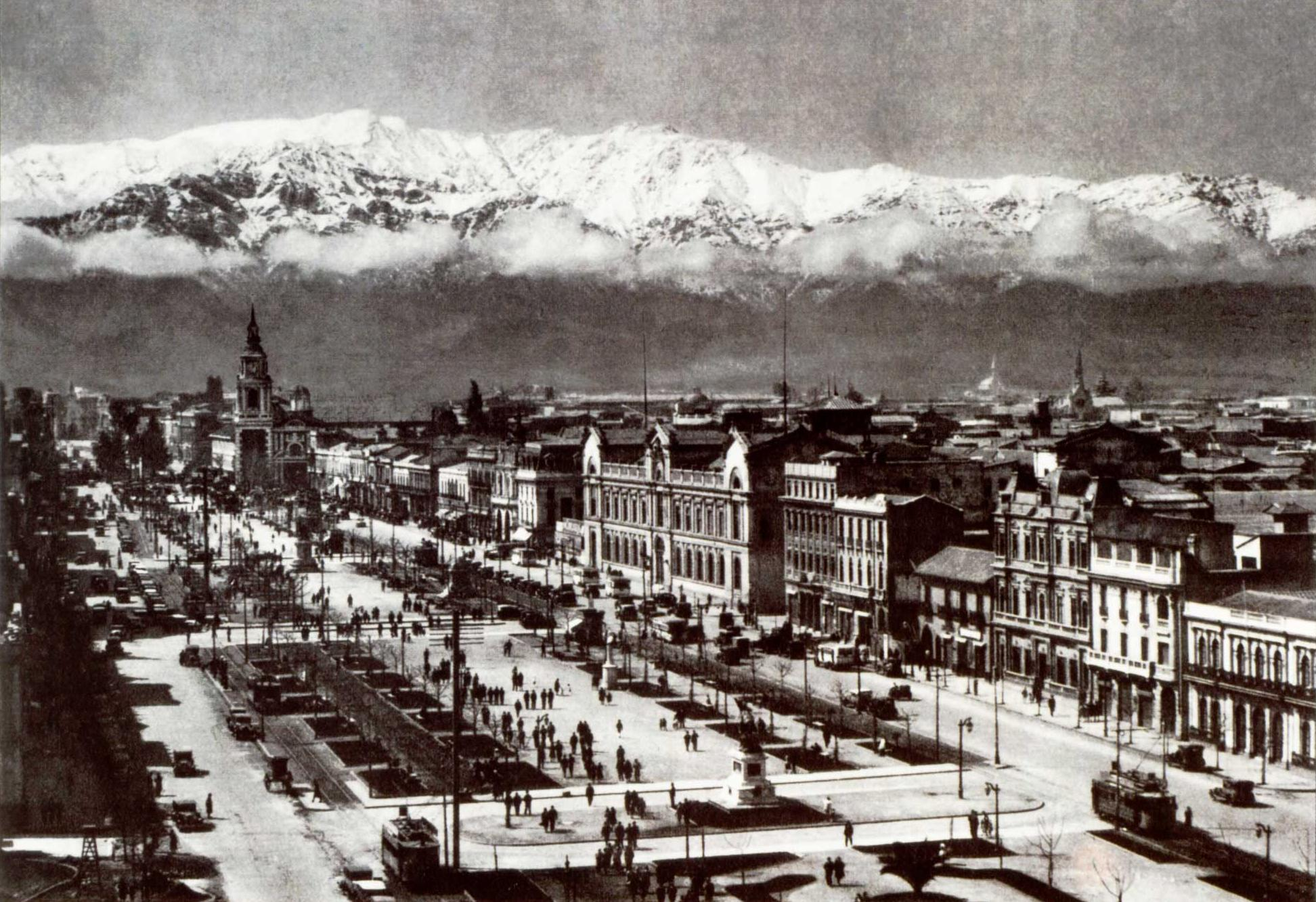
Postal de Santiago, la capital de Chile, en el año 1930.

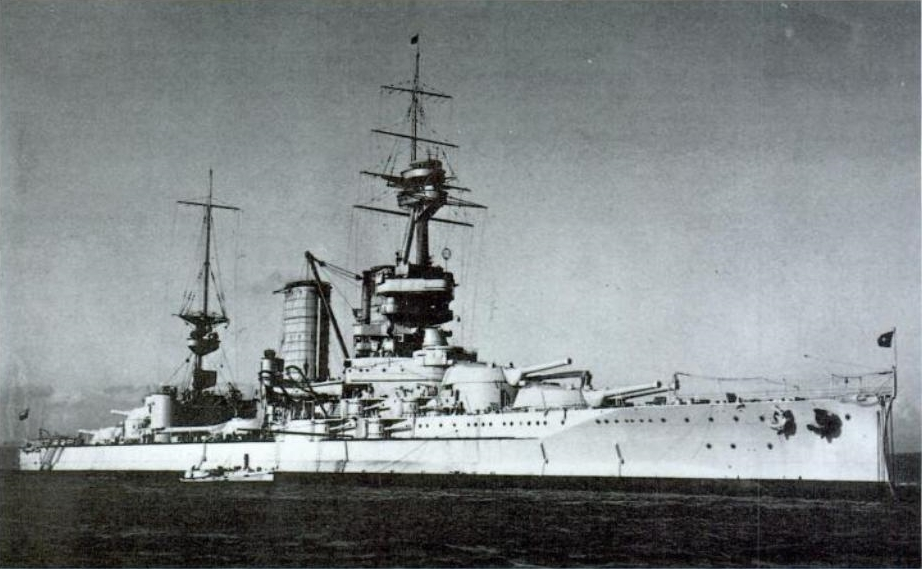
El acorazado chileno Almirante Latorre, buque insignia de la Armada chilena en esa época.

Chile tenía una presencia económica y migratoria importante desde ambos lados en conflicto. Los alemanes llevaban un siglo como una gran colonia residente y existía un partido nacionalsocialista local dirigido por Jorge González von Marées. Los británicos y franceses también tenían gran presencia histórica en el sector bancario, industrial y de los medios de comunicación.
Pedro Aguirre Cerda había declarado abiertamente la neutralidad de Chile en la Segunda Guerra Mundial, sin embargo tras la entrada de Estados Unidos en el conflicto, en 1941, las cosas se tornaron tensas en el país, que era económicamente dependiente de dicha potencia.
Después del ataque a Pearl Harbor, el ministro de Relaciones Exteriores, Juan Bautista Rossetti, convocó de manera urgente a una reunión de los cancilleres de los países americanos. Esta sería la Conferencia de Río, en donde se tomó la decisión de reafirmar los principios de solidaridad continental y se recomendaba la ruptura de relaciones diplomáticas con Japón, Alemania e Italia.
Las razones para mantener la neutralidad de Chile eran múltiples: ninguno de los países del Eje había dado motivo u ofensa alguna para motivar la ruptura; la amenaza de un posible ataque japonés, que había advertido que Chile buscaría problemas si rompía relaciones; el temor a ser víctima de una guerra submarina indiscriminada con los subsecuentes resultados económicos; y la importancia social y cultural de la colonia alemana en Chile, ya que incluso la esposa de Ríos, Marta Ide, descendía de colonos alemanes. Por otra parte, el sector de alemanes étnicos y refugiados de nacionalidad alemana en Chile que formaron parte de la resistencia alemana al nazismo, crearon las Deutsche Blätter, un semanario político-cultural en contra del totalitarismo y de corte liberal clásico que fue publicado entre 1943 y 1946.

### Gobierno de Ríos y la presión estadounidense

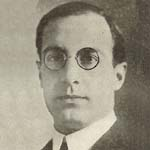
El canciller Ernesto Barros Jarpa defendió la neutralidad chilena en la guerra, frente a las presiones externas e internas para romper relaciones con el Eje.

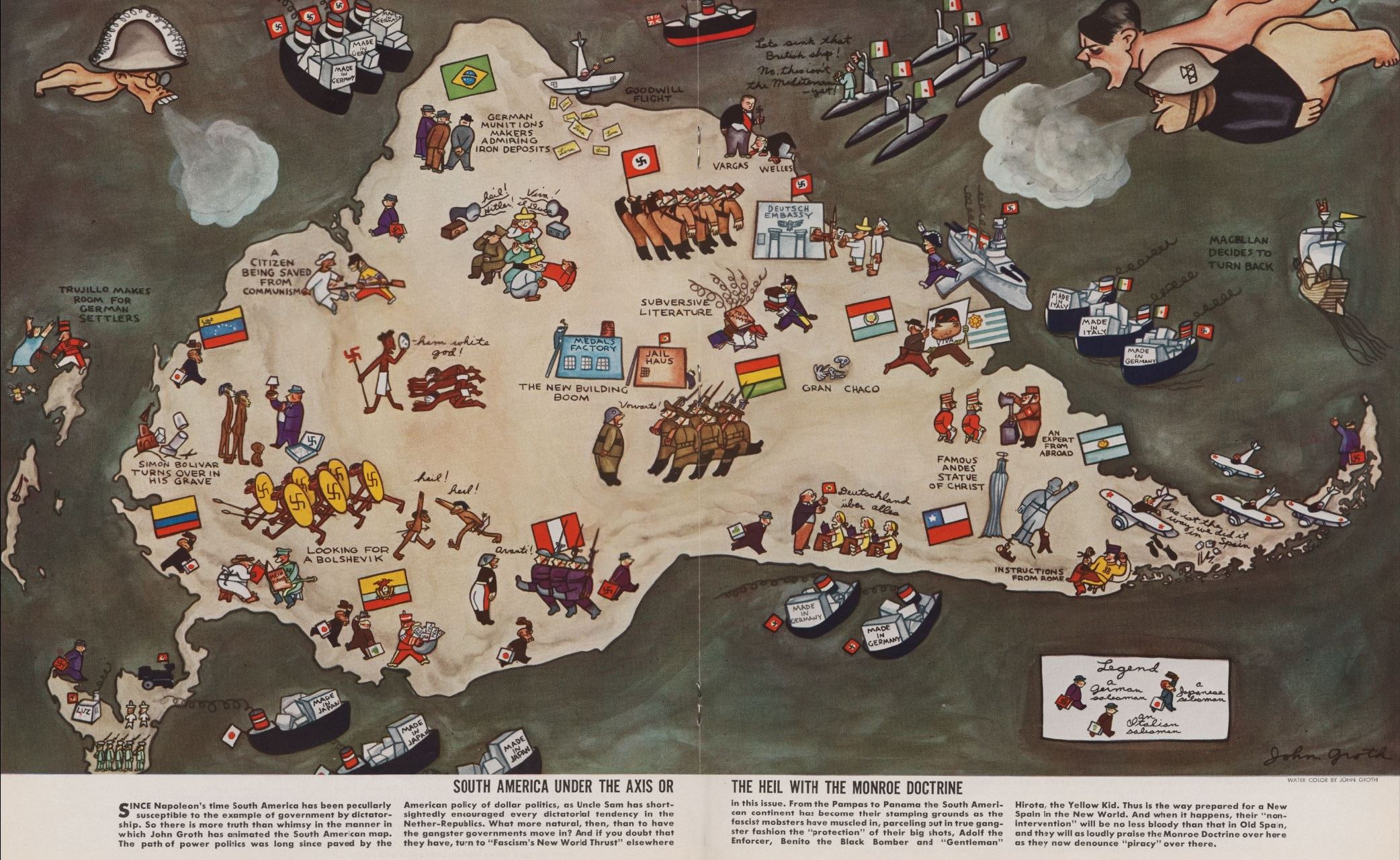
Mapa satírico de la revista Ken de 1938 ataca la intrusión comercial, cultural y militar en Sudamérica de los "gobiernos gángsters" de Alemania, Italia y Japón, "mafiosos fascistas" que se han "metido a la fuerza". Las viñetas muestran detalles de las actividades del Eje en los países de la región latinoamericana (en inglés).

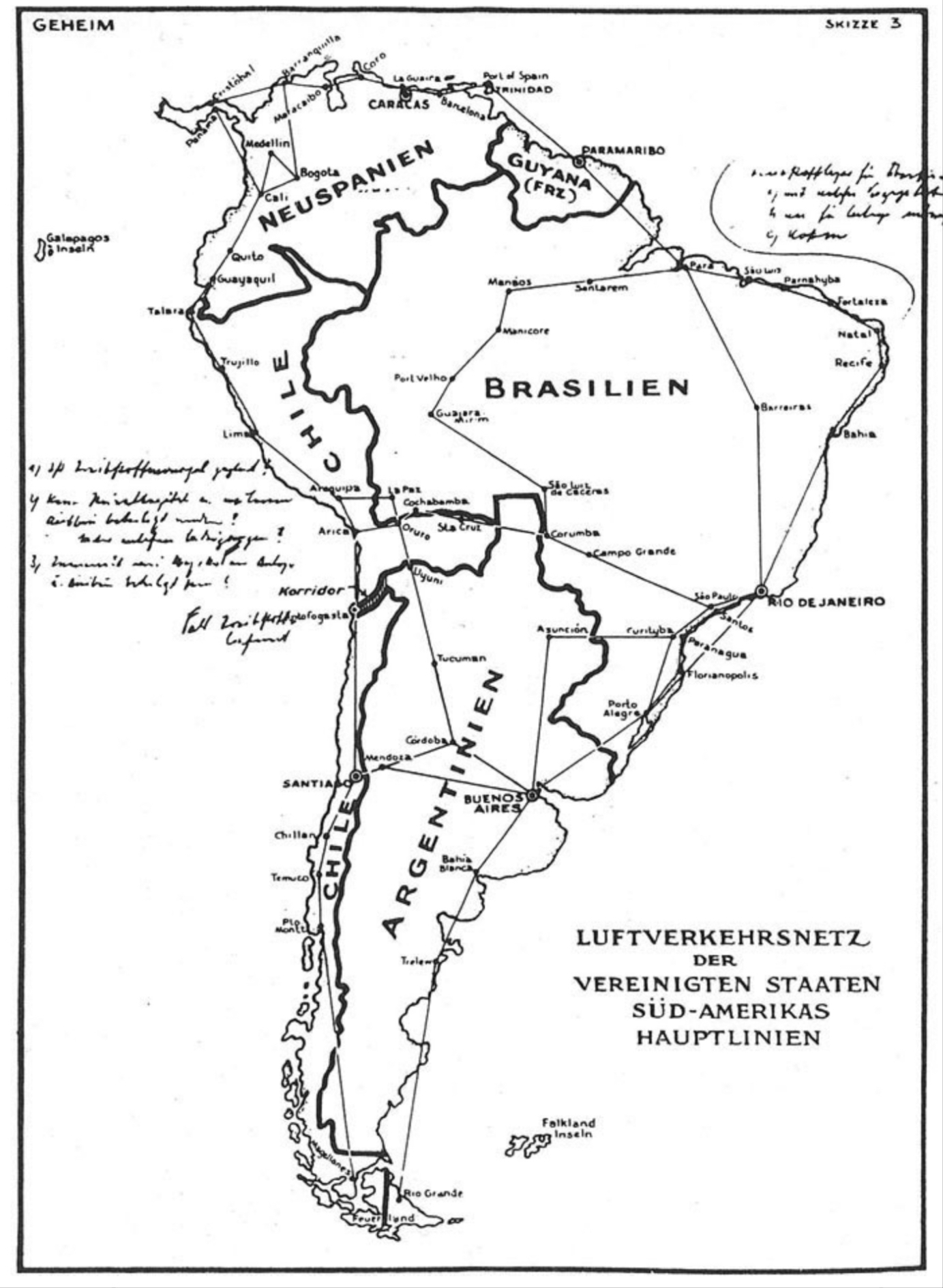
Mapa de los supuestos cambios territoriales en América del Sur en caso de una hipotética victoria del Eje en la Segunda Guerra Mundial, difundido por el entonces presidente estadounidense Roosevelt en un discurso el 27 de octubre de 1941.

Chile había tomado la decisión de seguir neutral, aunque dio el estatuto de «no beligerante» a Estados Unidos en cumplimiento de sus deberes de solidaridad continental. Cuando Juan Antonio Ríos asumió la presidencia, decidió, junto a su ministro de Relaciones Exteriores Ernesto Barros Jarpa, el mantenimiento de la neutralidad.
El 13 de marzo de 1942, el vapor chileno Toltén, de la Compañía Sudamericana de Vapores fue hundido en su camino a Nueva Jersey, muriendo sus 27 tripulantes. Se presumió que fue hundido por el submarino alemán U-404, sin embargo, por una extraña orden que había recibido horas antes, el barco navegaba sin luces que permitieran su identificación como neutral.
Estados Unidos inició una serie de presiones sobre el gobierno chileno para hacer variar su rumbo. Se le atacaba diplomáticamente, advirtiendo que la neutralidad permitía la acción de espías alemanes en su territorio. El gobierno chileno, por su parte, intentó condicionar el abandono de la neutralidad a la obtención de una mayor asistencia militar por parte de Estados Unidos.
Un evento en particular amargó las relaciones entre ambos países. El presidente Franklin D. Roosevelt había despachado una invitación a su homólogo chileno para que visitase Estados Unidos, con la esperanza de que Ríos rompiese relaciones antes de su partida. En estas circunstancias, el secretario de Estado subrogante, Sumner Welles, realizó el 8 de octubre de 1942 un polémico discurso, en que advertía que Chile y Argentina permitían «que sus territorios sean utilizados por funcionarios y agentes subversivos del Eje, como bases para actividades hostiles en contra de sus vecinos […] no puedo creer que las dos repúblicas todavía permitirán por mucho tiempo que sus vecinos americanos […] sean apuñalados por la espalda por emisarios del Eje que operan en sus territorios».
Estas declaraciones causaron gran escándalo en Chile, por lo que el presidente debió suspender su visita a Estados Unidos y recibió el apoyo unánime de la opinión pública nacional en su posición internacional, en la cual se dieron diversas manifestaciones de apoyo, especialmente desde la izquierda de la coalición.

## Acciones del gobierno chileno (1943-1945)

### Ruptura diplomática con el Eje

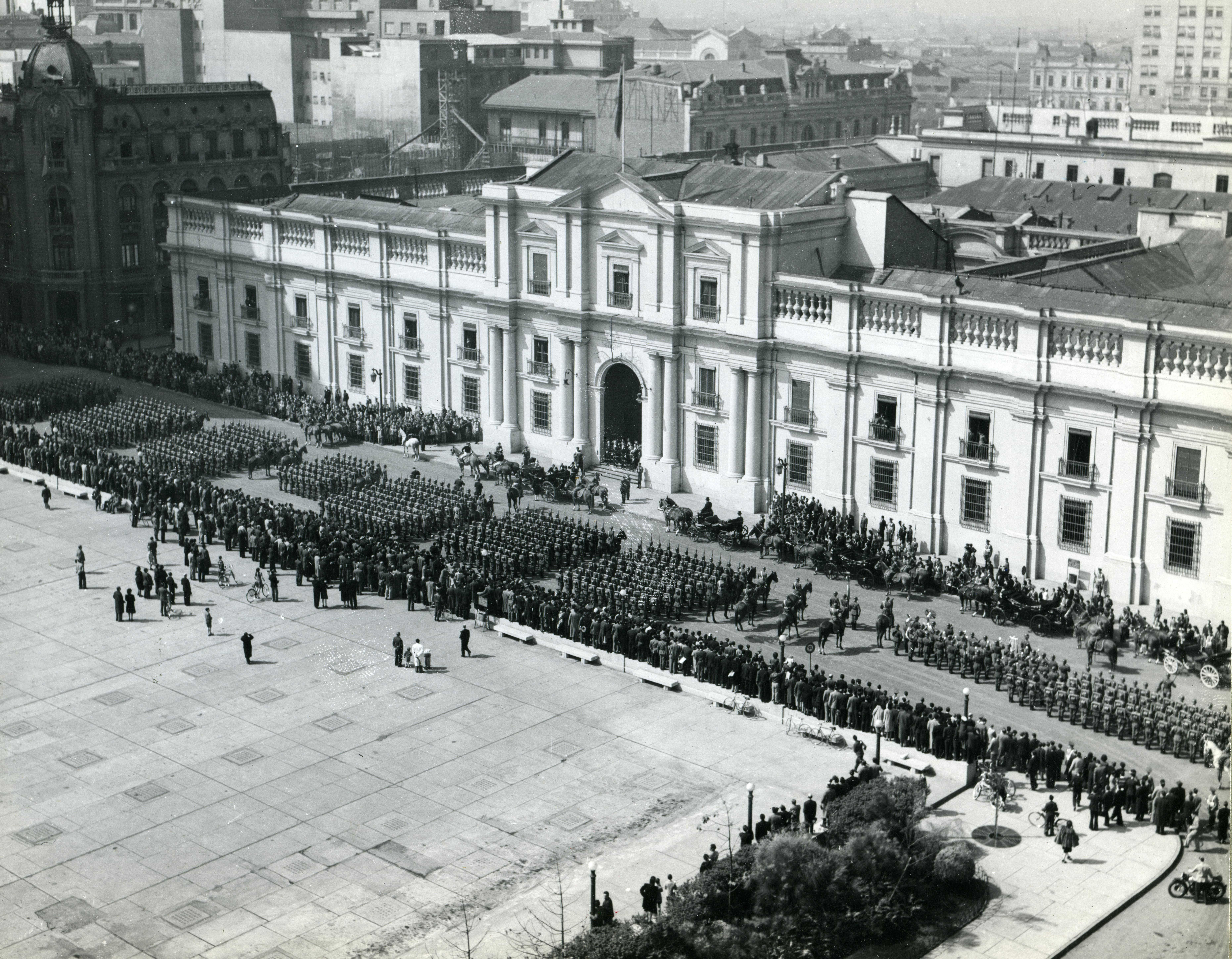
Desfile militar en el palacio de La Moneda en 1944.

La información de Welles no era del todo exagerada, pues durante el año 1942 se empezaron a desbaratar varias redes de espionaje alemán (véase Departamento 50 PDI)–que eran parte de la llamada Operación Bolívar– que operaban en Chile. También dentro del país la opinión a favor de la ruptura de relaciones se hacía más intensa, a pesar del rechazo hacia las palabras de Welles. La Alianza Democrática exigió a Ríos la ruptura con el Eje y la apertura de relaciones con la Unión Soviética.
En tales circunstancias, Ríos debió prescindir de Barros Jarpa y reemplazarlo por Joaquín Fernández Fernández, antiguo compañero de gabinete en la polémica administración de Carlos Dávila. En diciembre fue enviado a los Estados Unidos el ministro del Interior Raúl Morales, quien se entrevistó con Roosevelt para explicar la posición del país y obtener garantías antes de la ruptura. Cuando las obtuvo, al presidente Ríos le pareció suficiente y decidió, tras consultarlo con el Senado —que lo aprobó por 30 votos a favor, 10 en contra y 2 abstenciones—, decretar el 20 de enero de 1943 la ruptura de relaciones diplomáticas con la Alemania nazi, Italia y Japón.

«Desde estos instantes, quedan todos mis conciudadanos notificados de que el Presidente de la República ha acordado la ruptura de relaciones con los gobiernos del Eje y toma la decisión de encarar los nuevos y difíciles días que vienen, con la mirada puesta en los destinos de la Patria»
Juan Antonio Ríos, 19 de enero de 1943.

A fines de 1943, alertado por el espionaje británico, el gobierno arrestó a un grupo nacionalista que pretendía derrocar al gobierno y reinstaurar las relaciones con los países del Eje. Estados Unidos envió el crucero Trenton a las costas de Valparaíso para intimidar a quienes intentasen derrocar al gobierno chileno.
La coyuntura también influyó en que Chile iniciara relaciones diplomáticas y consulares con uno de los principales miembros de los Aliados, la Unión Soviética, las cuales se oficializaron el 11 de diciembre de 1944 en Washington D. C., Estados Unidos, por intermedio de los embajadores acreditados de ambos países en la capital estadounidense, Marcial Mora Miranda y Andrei Gromyko.

### Declaración de guerra a Japón

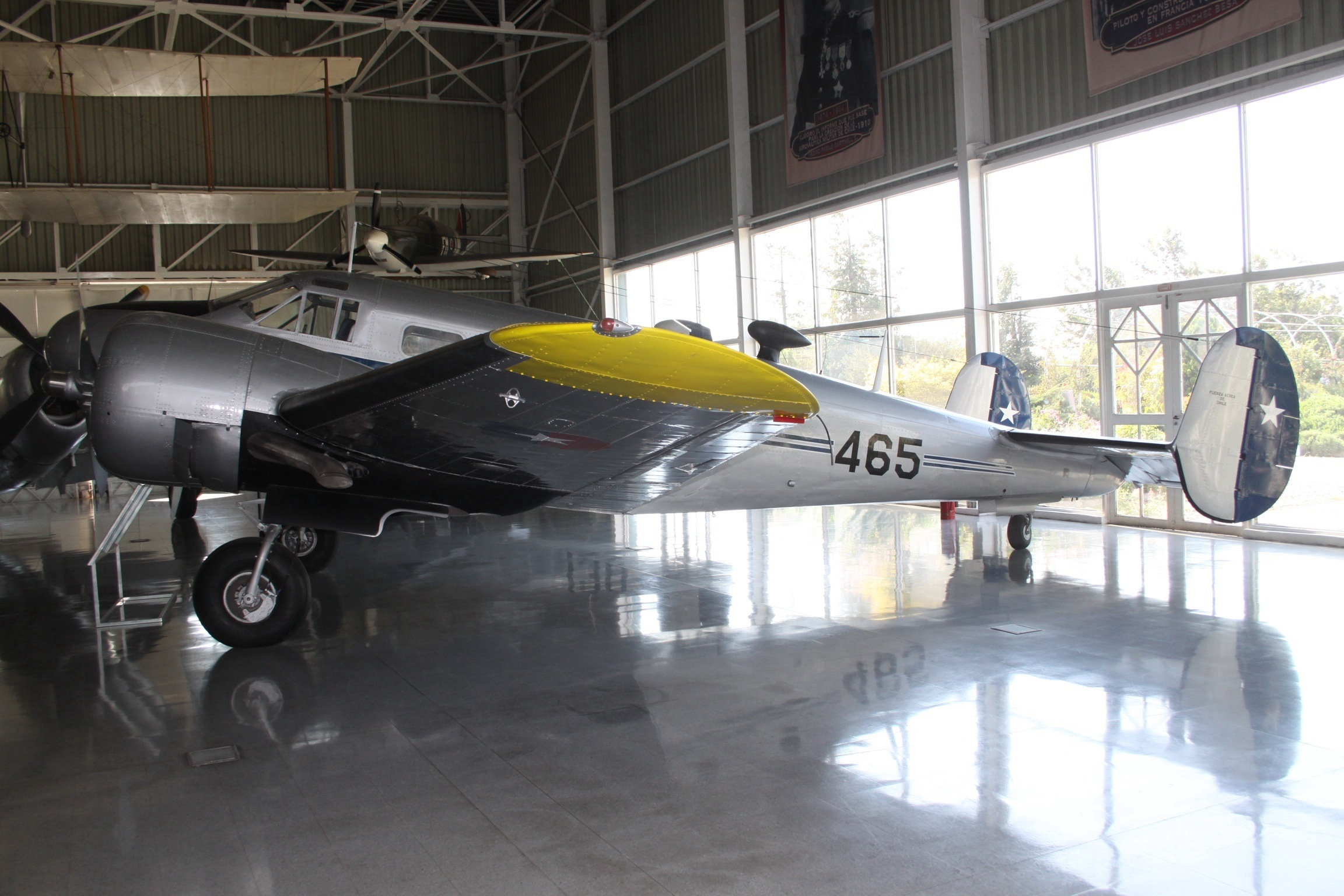
Un Beechcraft Modelo 18 de la Fuerza Aérea de Chile conservado en el Museo Nacional Aeronáutico y del Espacio.

El 14 de febrero de 1945 el gobierno de Ríos declaró el estado de beligerancia con el Imperio de Japón, con el fin de ingresar a la Organización de las Naciones Unidas (ONU), que pedía como requisito de ingreso el haber declarado la guerra a alguna de las potencias del Eje. Como internacionalmente se consideró que esta declaración no bastaba para llenar los requisitos requeridos, Chile dio el paso de declararle formalmente la guerra al Japón. 
El presidente envió al Congreso Nacional un proyecto de ley para declarar la guerra a Japón, el cual fue aprobado por la Cámara de Diputados el 11 de abril de 1945, por 70 votos a favor y 2 abstenciones. Dos días más tarde, el 13 de abril, Ríos firmó junto a todo su gabinete ministerial el decreto de declaración de guerra.

Artículo 1°.- El Presidente de la República, en nombre del Gobierno de Chile, reconoce y declara el estado de guerra con el Gobierno Imperial del Japón.

Artículo 2°.- Los Ministerios del Interior, Relaciones Exteriores y Defensa Nacional, dictarán y cursarán, de conformidad a sus respectivas atribuciones legales, las disposiciones complementarias que correspondan.
Artículo 3°.- El presente decreto será firmado por todos los Ministerios de Estado, Juan Antonio Ríos (Presidente), Alfonso Quintana Burgos, Arnaldo Carrasco, Joaquín Fernández, Alejandro Tinsly, Santiago Labarca, Enrique Marshall, Eugenio Puga Fischer, Gustavo Lira, Manuel Casanueva, Mariano Bustos, Sótero del Río.
Decreto del 13 de abril de 1945.

Poco tiempo después, en septiembre de 1945, la guerra fue ganada por los aliados, logrando Chile mantenerse a salvo de dichos acontecimientos y sus graves consecuencias mundiales. Las relaciones diplomáticas con Japón se restaurarían en 1950, cuando el país asiático nombró a Katsusito Narita su embajador en Chile, y con la firma del Tratado de San Francisco un año más tarde.

## Otras acciones

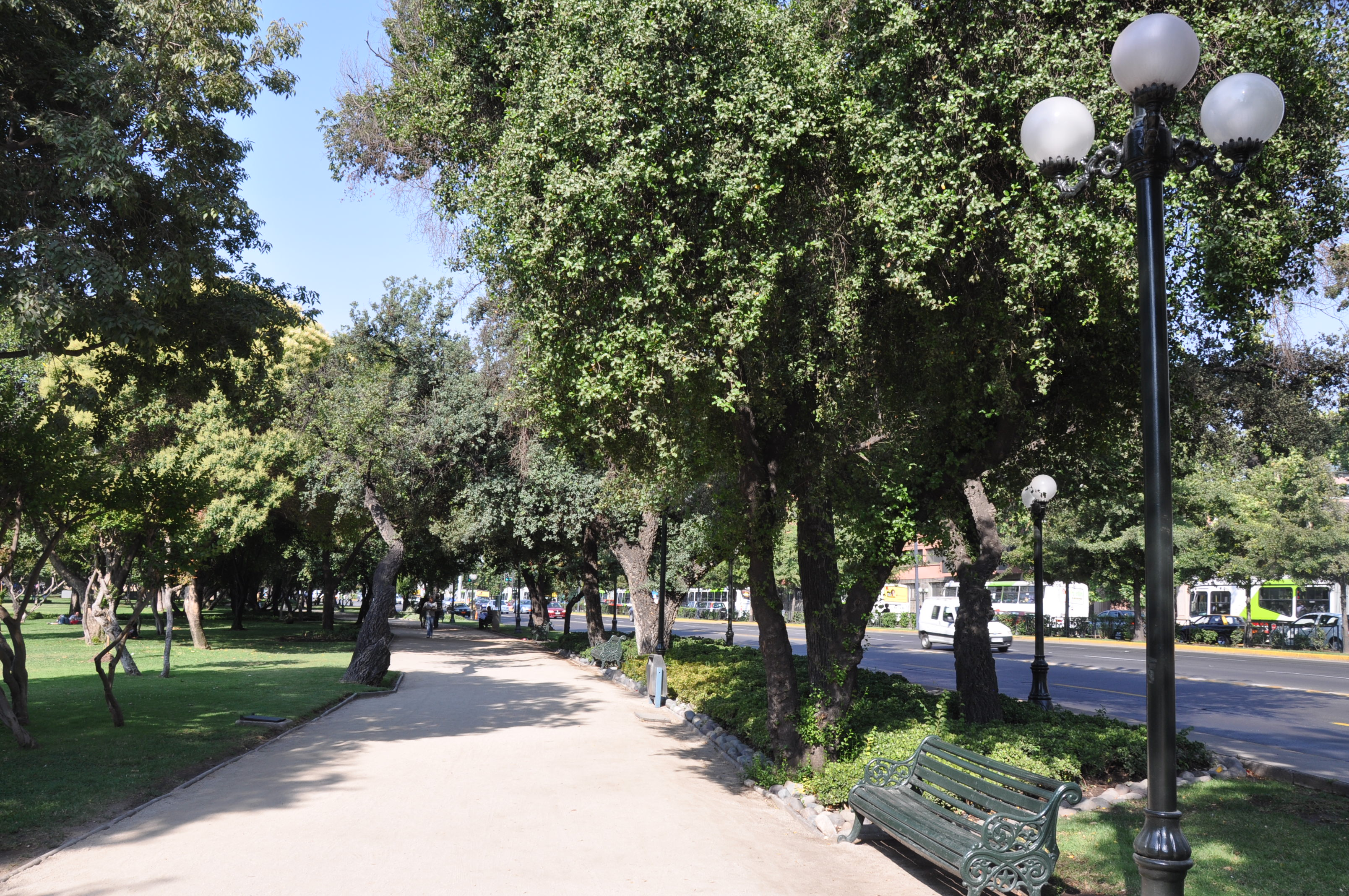
Antiguo Parque Japonés, actualmente Parque Balmaceda.

Puesto que una invasión alemana estaba descartada y una invasión terrestre desde Japón, si bien era posible, para la fecha de la declaración ya era improbable, la preocupación estaba en el sector de la Armada de Chile, que se estimaba podría llevar el peso de la guerra. Se temían acciones de bloqueo y ataque a puertos que suministraban metales a los aliados (Tocopilla, Antofagasta, Chañaral y San Antonio), los cuales fueron artillados, pero principalmente se protegió el paso por el estrecho de Magallanes. Lamentablemente las naves con que se contaba, aunque eran de mediana antigüedad para la época, no eran suficientes y prácticamente no se disponía de armamento antiaéreo y antisubmarino. Peor aún era que el acorazado Almirante Latorre, el mejor buque chileno, databa de 1921 (y que en su momento fue una de las naves más poderosas del mundo), para la época del eventual conflicto estaba en reparaciones.
Otro tema era que el espionaje de los puertos pudiesen alertar a los submarinos alemanes de los movimientos de los barcos aliados. Los nazis establecieron la Operación Bolívar para realizar espionaje en todo Latinoamérica, con especial énfasis en el Cono Sur. En Chile, las operaciones estuvieron a cargo de Ludwig von Bohlen, y consistieron en dos emisoras de radio que transmitieron desde el territorio chileno, conocidas como «PYL» —que emitió desde Quilpúe a partir de agosto de 1941— y «PQZ», instalada tras el desmantelamiento de la primera. Por ello, el gobierno chileno creó una oficina dependiente de la Policía de Investigaciones llamada «Sección Confidencial Internacional» (SCI), aunque fue más conocida como «Departamento 50» (o «D50»), que logró numerosos arrestos de supuestos espías, acusados de planear sabotajes, pero finalmente nada concreto se pudo demostrar.
Entre las acciones efectivas estuvo la vigilancia y relegación de los japoneses a las localidades de Casablanca y Buin (a diferencia de los germanos e italianos, que no recibieron ese trato), y el cambio de nombre al Parque Japonés por Parque Gran Bretaña (actual Parque Balmaceda) en 1941. Además se dejaron de regar los cerezos regalados por el emperador, acción que será motivo de burlas en los próximos años por ser la única agresión al Imperio de Japón.
Tras finalizar la guerra, entre 500 y 1000 colaboradores del régimen de la Alemania nazi se ocultaron en Chile con el fin de no ser enjuiciados.

### Isla de Pascua

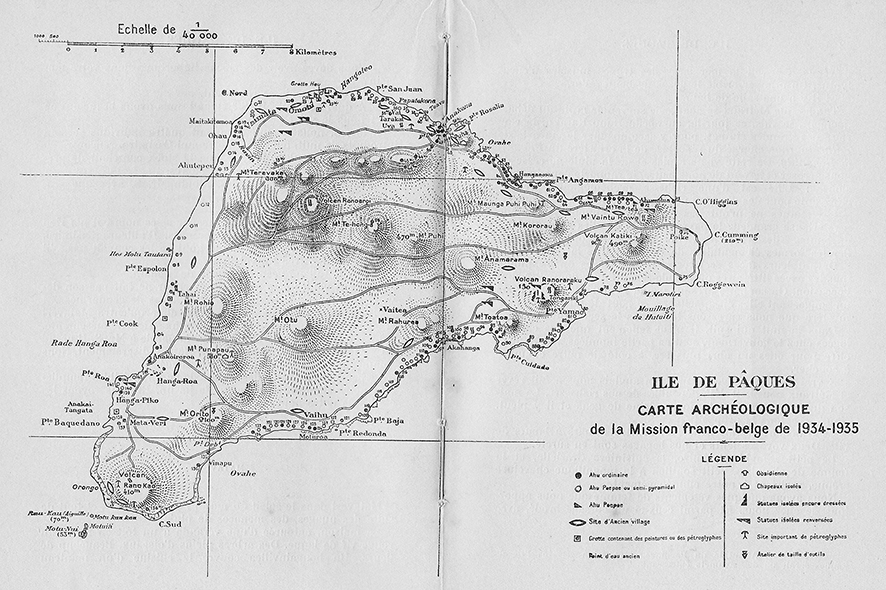
Mapa de la isla de Pascua en 1935

La isla de Pascua es una isla perteneciente a Chile y que se encuentra en la Polinesia, que es parte del continente de Oceanía, por tanto estuvo dentro del Teatro de operaciones del Pacífico. Antes de que empezara la guerra en 1939, concretamente en 1937, el gobierno chileno estudió vender la isla a la Alemania Nazi, Reino Unido o Estados Unidos a cambio de recibir dos cruceros para la Armada Chilena. El motivo era el miedo al rearme de la Armada argentina. Las negociaciones finalmente no fructificaron con ningún país. También hubo planes en el gobierno del Imperio Japonés para capturar la isla y utilizarla como base de operaciones navales contra los puertos del norte de Chile que enviaban materiales (como el cobre) a Estados Unidos. Tampoco esos planes militares se llevaron a cabo.